# Procedimiento de Fontan-Kreutzer
La cirugía de Fontán-Kreutzer o procedimiento de Fontán-Kreutzer es una forma de paliación circulatoria que se utiliza para el tratamiento de niños con cardiopatías congénitas complejas. Este procedimiento establece una circulación en la cual la sangre fluye hacia los pulmones en forma pasiva sin pasar por el corazón; esto se consigue mediante el desvío del flujo de las venas cavas superior e inferior hacia las arterias pulmonares.
Fue descrito inicialmente y de manera separada por los doctores Francis Fontán (Burdeos, 1929-) y Guillermo Kreutzer (Buenos Aires, 1934-) para el tratamiento quirúrgico de los pacientes con atresia tricúspide.

## Indicaciones
El procedimiento se indica para el tratamiento paliativo de pacientes que solo poseen un único ventrículo funcional (o sea, para dar flujo sanguíneo a los pulmones y al resto del cuerpo poseen un solo ventrículo) debido a la falta de una válvula cardíaca de entrada al ventrículo (atresia tricúspide o atresia mitral); una anomalía grave de la formación de todo el ventrículo (síndrome de hipoplasia del hemicardio izquierdo o del hemicardio derecho), o a la presencia de una anomalía tan compleja que no permitiera la corrección de la cardiopatía.
Los niños que nacen con un solo ventrículo funcional requieren para sobrevivir de un delicado balance entre la cantidad de flujo sanguíneo que va hacia los pulmones y hacia el resto del cuerpo, lo que se logra con distintos tipos de cirugía como cerclajes de arteria pulmonar, anastomosis entre una arteria del cuerpo y una arteria pulmonar, shunt sistémico pulmonar o una operación de Norwood en los recién nacidos con síndrome de hipoplasia del hemicardio izquierdo (el lado izquierdo del corazón). 
Este delicado balance puede alterarse; con poco flujo a los pulmones se produce una cianosis grave, mientras que demasiado flujo a los pulmones causa insuficiencia cardíaca y disminución del flujo hacia el resto del cuerpo. 
En resumen, el ventrículo único siempre se encuentra sobrecargado de trabajo, ya que se encarga del flujo sanguíneo a los pulmones y del flujo sanguíneo al resto del cuerpo. De esta manera los niños que padecen estas cardiopatías tienen generalmente problemas para ganar peso, y son muy vulnerables a sufrir descompensaciones graves incluso ante enfermedades leves como un resfrío común o una diarrea.  
Para eliminar esta sobrecarga de trabajo al ventrículo y para que la oxigenación de la sangre sea la adecuada, se desvía el flujo de las venas que traen la sangre no oxigenada (azul) al corazón, directamente hacia los pulmones mediante la anastomosis de la vena cava superior con la arteria pulmonar (operación de Glenn). Este primer procedimiento se realiza generalmente a los 6 meses de edad y luego a partir de los 2 años se procede a realizar la cirugía de Fontán-Kreutzer, llevando también el flujo de la vena cava inferior a la arteria pulmonar.

## Contraindicaciones
Luego de la operación de Fontán, la sangre debe fluir a través de los pulmones sin ser bombeada por el corazón. Por lo tanto, los niños con una alta resistencia vascular pulmonar, puede que no toleren un procedimiento de Fontán. A menudo se realiza una cateterización cardíaca para evaluar la resistencia antes de proceder con la cirugía. Este es también uno de los motivos por los cuales la operación de Fontán no se puede realizar inmediatamente después del nacimiento. La resistencia pulmonar es muy alta in útero, y tarda meses en disminuir.

## Tipos de cirugía
Existen 4 tipos de operaciones de Fontán-Kreutzer:
- Fontán clásico, con implante de válvulas en la vena cava inferior y en la arteria pulmonar;
- Kreutzer técnica IV, también llamada «anastomosis atriopulmonar»;
- conexión cavopulmonar total intracardíaca (túnel lateral);
- conexión cavopulmonar total extracardíaca.

## Abordaje
El procedimiento de Fontán, por lo general se realiza en dos etapas:
La primera etapa, también llamada «procedimiento bidireccional de Glenn» o «hemi-Fontán» (véase también «operación de Kawashima»); implica la redirección de la sangre pobre en oxígeno proveniente de la parte superior del cuerpo hacia los pulmones. En resumen, las arterias pulmonares se desconectan de su actual suministro de sangre (un shunt creado durante un procedimiento de Norwood, un conducto arterioso persistente [patent ductus arteriosus]; etc.). 
La vena cava superior (VCS) ―la cual transporta la sangre que retorna de la parte superior del organismo― se desconecta del corazón, y en su lugar se redirige hacia las arterias pulmonares. La vena cava inferior (VCI) ―la cual transporta la sangre que retorna desde la porción inferior del cuerpo― continúa conectada al corazón.
En este punto, los pacientes ya no se encuentran en ese delicado balance, y el ventrículo único empieza a hacer mucho menos trabajo. Por lo que los pacientes por lo general pueden crecer adecuadamente y son mucho menos frágiles. Sin embargo, estos pacientes todavía siguen padeciendo una marcada hipoxia debido a que la sangre que retorna de la vena cava inferior, no ingresa hacia los pulmones para ser oxigenada; por lo que la mayor patre de los pacientes son referidos para una segunda cirugía.
En la segunda etapa, también llamada terminación de Fontán o completamiento de Fontán; implica redirigir la sangre transportada por la vena cava inferior también hacia los pulmones. En este punto, la sangre pobremente oxigenada proveniente de la parte inferior del cuerpo fluye a través de los pulmones sin ser bombeada (impulsada solo por la presión de retorno que se produce en las venas). Esto corrige la hipoxia y deja al único ventrículo trabajando para impulsar la sangre que irriga a todo el organismo.

## Complicaciones post operación
En el corto plazo, los niños pueden experimentar problemas de efusión pleural, esto es fluido que se acumula alrededor de los pulmones. Esto puede requerir largas internaciones hospitalarias para llevar a cabo drenajes por medio de un tubo torácico. Para evitar este riesgo, algunos cirujanos efectúan una fenestración de la circulación venosa hacia la aurícula. Cuando la presión venosa es alta, algo de la sangre pobremente oxigenada puede escapar a través de la fenestración liberando el exceso de presión. Sin embargo, esto también provoca hipoxia, por lo que la fenestración eventualmente debe ser cerrada por un cardiólogo intervencionista.
En el largo plazo, los niños pueden experimentar problemas de aleteo auricular y fibrilación auricular debido a que la cicatrización del atrio, especialmente si la conexión de la vena cava inferior con las arterias pulmonares implica un deflector intracardíaco en lugar de un conducto extracardíaco. Esta complicación algunas veces requiere tratamiento (por ejemplo, una ablación por radiofrecuencia).
Hay otros riesgos a largo plazo, incluyendo una enteropatía perdedora de proteínas, e insuficiencia renal crónica; aunque la comprensión del porqué de estos riesgos es todavía incompleta.
Algunos pacientes requieren tratamiento anticoagulante a largo plazo. Se han informado cuatro casos de carcinoma hepatocelular subsecuente a un procedimiento de Fontán en la Clínica Mayo, casos publicados en la New England Journal of Medicine (368, 18: págs. 1756-1757). Este grupo de pacientes podrían requerir una evaluación de cribado en búsqueda de este tipo de neoplasia; especialmente si los niveles de alfa-fetoproteína se encuentran elevados.
La operación de Fontán es paliativa, no curativa. Pero en muchos casos puede resultar en un desarrollo normal o casi normal, tolerancia al ejercicio y una buena calidad de vida.

### Fontan Registries
- The Pediatric Heart Network Fontan Cross-sectional Study
- The Australia and New Zealand Fontan Registry

- Datos: Q1413554
- Multimedia: Fontan procedure / Q1413554